# PediaPress
PediaPress GmbH là một công ty phát triển phần mềm và in ấn theo yêu cầu có trụ sở tại Mainz, Đức. Đây là một công ty con 100% dưới quyền công ty mẹ Brainbot Technologies AG.
PediaPress cung cấp dịch vụ trực tuyến cho phép người dùng web tạo ra các cuốn sách theo ý riêng của mình từ nội dung Wiki. Theo tạp chí PC World bản tiếng Đức, giá in cho 100 trang đầu tiên là 8.00 euro và mỗi 100 trang tiếp theo là 3.00 euro.
PediaPress và Wikimedia Foundation thiết lập quan hệ đối tác từ tháng 12 năm 2007. 
Người ta đã tích hợp phần mềm PediaPress vào Wikipedia, và người dùng có thể truy xuất tính năng này qua liên kết "Tạo một quyển sách" ở thanh điều hướng phía bên tay trái trong bất kì trang bài viết nào. Pedia có hợp đồng với Lightning Source (một công ty con của Ingram Industries) để in ấn sách. Wikimedia Foundation được nhận 10% từ doanh thu thuần.